# تشخوتشوویتسه
تشخوتشوویتسه (به چکی: Čechočovice) یک منطقهٔ مسکونی در جمهوری چک است که در منطقه تربیچ واقع شده‌است. تشخوتشوویتسه ۳٫۹۸ کیلومتر مربع مساحت و ۲۷۹ نفر جمعیت دارد و ۴۹۵ متر بالاتر از سطح دریا واقع شده‌است.